# Augustine Boakye
Augustine Boakye (Bompata, 3 novembre 2000) è un calciatore ghanese, attaccante del Saint-Étienne.

## Carriera
Boakye ha iniziato la sua carriera calcistica con il WAFA in Ghana, dove ha giocato oltre 50 incontri in prima divisione. Il 31 agosto 2021 è stato acquistato a titolo definitivo dal Wolfsberger, con cui ha debuttato il 21 settembre nell'incontro di ÖFB-Cup vinto 6-1 contro il Siegendorf, dove ha anche trovato il suo primo gol con la nuova maglia.

## Statistiche

### Presenze e reti nei club
Statistiche aggiornate al 22 dicembre 2023.
| Stagione        | Squadra         | Campionato      | Campionato | Campionato | Coppe nazionali | Coppe nazionali | Coppe nazionali | Coppe continentali | Coppe continentali | Coppe continentali | Altre coppe | Altre coppe | Altre coppe | Totale | Totale |
| Stagione        | Squadra         | Comp            | Pres       | Reti       | Comp            | Pres            | Reti            | Comp               | Pres               | Reti               | Comp        | Pres        | Reti        | Pres   | Reti   |
| --------------- | --------------- | --------------- | ---------- | ---------- | --------------- | --------------- | --------------- | ------------------ | ------------------ | ------------------ | ----------- | ----------- | ----------- | ------ | ------ |
| 2017-2018       | WAFA            | PL              | 12         | 1          | CG              | 0               | 0               |                    | -                  | -                  |             | -           | -           | 12     | 1      |
| 2019-2020       | WAFA            | PL              | 10         | 0          | CG              | 0               | 0               |                    | -                  | -                  |             | -           | -           | 10     | 0      |
| 2020-2021       | WAFA            | PL              | 29         | 9          | CG              | 0               | 0               |                    | -                  | -                  |             | -           | -           | 29     | 9      |
| 2021-2022       | Wolfsberger II  | RL              | 6          | 3          |                 | -               | -               |                    | -                  | -                  |             | -           | -           | 6      | 3      |
| 2022-2023       | Wolfsberger II  | RL              | 10         | 2          |                 | -               | -               |                    | -                  | -                  |             | -           | -           | 10     | 2      |
| 2021-2022       | Wolfsberger     | BL              | 1          | 0          | CA              | 2               | 1               |                    | -                  | -                  |             | -           | -           | 3      | 1      |
| 2022-2023       | Wolfsberger     | BL              | 15         | 3          | CA              | 3               | 0               | UECL               | 3                  | 1                  |             | -           | -           | 21     | 4      |
| 2023-2024       | Wolfsberger     | BL              | 16         | 5          | CA              | 3               | 0               |                    | -                  | -                  |             | -           | -           | 19     | 5      |
| Totale carriera | Totale carriera | Totale carriera | 99         | 23         |                 | 8               | 1               |                    | 3                  | 1                  |             | -           | -           | 110    | 25     |